# São Francisco do Guaporé
São Francisco do Guaporé è un comune del Brasile nello Stato di Rondônia, parte della mesoregione di Madeira-Guaporé e della microregione di Guajará-Mirim.